# Ceciliakyrkan
Ceciliakyrkan är en rumänsk-ortodox kyrkobyggnad belägen i Vilhemsro, fyra kilometer norr om Jönköping.

## Historik
Ceciliakyrkan byggdes 1880–1881 som privat kyrka för vårdanstalten av Ebba Ramsay. Kyrkan är namngiven efter hennes ungdomsvän Cecilia Willerding.
Kyrkan invigdes 1903 av Herman Lindström, biskop i Växjö stift. Den lydde senare under Jönköpings pastorat och restaurerades 1963. Den kom senare i Jönköpings läns landstings ägo, innan den överfördes till kommunala fastighetsbolaget Vätterhem, som sporadiskt hyrde ut den för gudstjänster, bland annat vigslar.
Sedan 2014 är Ceciliakyrkan församlingskyrka för Rumänsk-ortodoxa församlingen i Jönköping.